# Język karakałpacki
Język karakałpacki (Qaraqalpaq tili, Қарақалпақ тілі) – język turkijski z grupy kipczackiej, używany głównie przez Karakałpaków mieszkających w Karakałpacji (Uzbekistan), gdzie jest językiem urzędowym, obok uzbeckiego. Karakałpacy z pozostałej części Uzbekistanu używają w większej mierze języka uzbeckiego. Posługuje się nim także około 2000 mieszkańców Afganistanu. Rozpowszechniony jest również wśród mniejszych grup w Rosji, Kazachstanie, Turcji i w innych częściach świata.
Zazwyczaj wyróżnia się dwa dialekty – północno-wschodni i południowo-wschodni, czasem rozważa się także dialekt używany w Kotlinie Fergańskiej.

## Alfabet

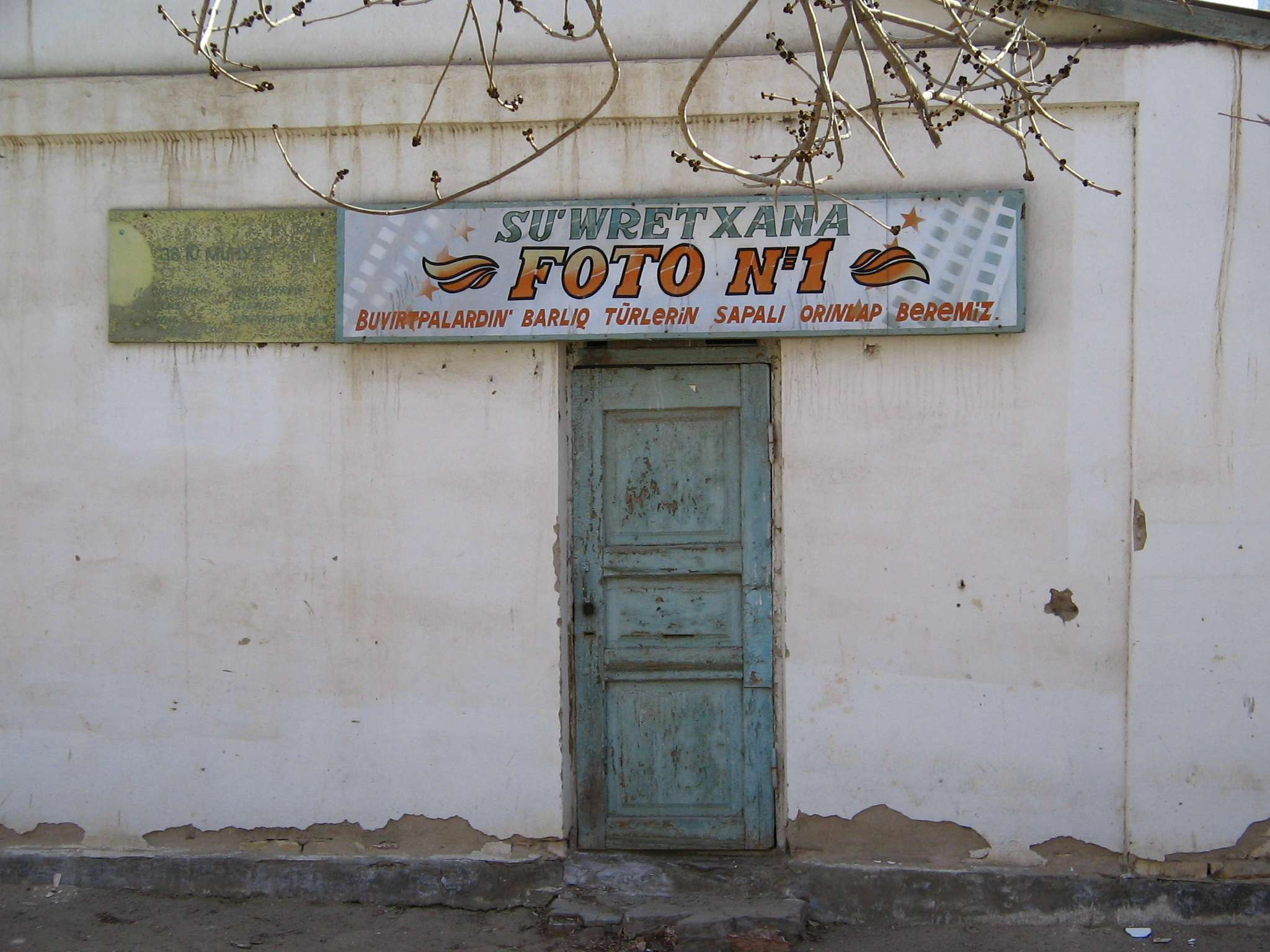
Szyld w języku karakałpackim w Nukus

### Arabski
Do roku 1924 język karakałpacki nie był powszechnie zapisywany. Wyższe warstwy społeczne i duchowieństwo używały pisma, opartego na alfabecie arabskim. W 1924 r. opracowano zaś pierwszy ustandaryzowany alfabet dla języka karakałpackiego, który miał następującą postać:
| ا | ب | پ | ت | ج | چ | خ |
| د | ر | ز | س | ش | ع | ف |
| ق | ک | گ | ڭ | ل | م | ن |
| ھ | ە | و | ۇ | ۋ | ىُ | ی |
| ٴ |   |   |   |   |   |   |

Niestety nie był najlepiej dostosowany do karakałpackiej fonetyki, a w latach 20. XX wieku rozpoczął się proces latynizacji, przez co do zapisu języka karakałpackiego wprowadzono janalif.

### Cyrylicki
Pod koniec lat 30. XX wieku wszczęto proces wprowadzenia cyrylicy, jako systemu pisma dla języków mniejszościowych ZSRR. Oficjalnie uzasadniano to potrzebą ujednolicenia systemów pisma i korzyściami typograficznymi, jednak nieujawnionym celem było umocnienie pozycji języka rosyjskiego w społeczeństwie. W Karakałpacji alfabet cyrylicki wprowadzono w 1940 r. i miał następującą postać:
| А а | Б б | В в | Г г | Д д | Е е | Ж ж |
| З з | И и | Й й | К к | Л л | М м | Н н |
| О о | П п | Р р | С с | Т т | У у | Ф ф |
| Х х | Ц ц | Ч ч | Ш ш | Щ щ | Ъ ъ | Ы ы |
| Ь ь | Э э | Ю ю | Я я | Ғ ғ | Қ қ | Ҳ ҳ |

Do zapisu dźwięku [ŋ] wykorzystywano dwuznak нг.
Do zapisu dźwięków, będących odpowiednikami niemieckich Ä, Ö i Ü, wykorzystywano Ь znajdujący się po następującej spółgłosce (np. тань jako tän, созь jako söz, жунь jako jün).
W 1960 r. w życie weszła kolejna reforma ortografii, wskutek której alfabet uzupełniono o litery Ә, Ё, Ң, Ө, Ү oraz Ў i zmieniono kolejność liter. Dzięki temu przybrał swoją ostateczną postać:
| А а | Ә ә | Б б | В в | Г г | Ғ ғ | Д д |
| Е е | Ё ё | Ж ж | З з | И и | Й й | К к |
| Қ қ | Л л | М м | Н н | Ң ң | О о | Ө ө |
| П п | Р р | С с | Т т | У у | Ү ү | Ў ў |
| Ф ф | Х х | Ҳ ҳ | Ц ц | Ч ч | Ш ш | Щ щ |
| Ъ ъ | Ы ы | Ь ь | Э э | Ю ю | Я я |     |

W latach 1963—1964 ponownie podjęto kwestię udoskonalenia pisma karakałpackiego. W 1964 r. powołano specjalną komisję, która opracowała nowy projekt alfabetu i ortografii, proponując zniesienie liter Ў i Ң. Projekt spotkał się jednak z poważnymi protestami nauczycieli i ostatecznie nie został przyjęty. 
Mimo reform lat 90. i 2000., mających na celu wprowadzenie alfabetu łacińskiego, alfabet cyrylicki jest wciąż powszechnie używany: w tym alfabecie publikowana jest literatura, drukowana jest największa gazeta w Karakałpakstanie „Erkin Qaraqalpaqstan”, a dokumenty wciąż są przetwarzane w instytucjach rządowych. 

### Łaciński
Na początku lat 90. w niepodległym Uzbekistanie rozpoczęto prace nad wprowadzeniem pisma łacińskiego w kraju. Pod koniec 1993 r. zatwierdzono projekt zlatynizowanego alfabetu uzbeckiego, a rok później – karakałpackiego. Składał się z następujących liter: Aa, Ää, Bb, Dd, Ee, Ff, Gg, Ḡḡ, Hh, Xx, Iı, İi, Jj, Kk, Qq, Ll, Mm, Nn, N̄n̄, Oo, Öö, Pp, Rr, Ss, Şş, Tt, Uu, Üü, Vv, Ww, Yy, Zz.
Jednak w 1995 r. zrezygnowano ze znaków diakrytycznych, zarówno w uzbeckim, tak i karakałpackim, zastępując je przy pomocy dwuznaków i apostrofów. Alfabet, przyjęty w 1995 r., prezentuje się następująco: Aa, Aʻaʻ, Bb, Dd, Ee, Ff, Gg, Gʻgʻ, Hh, Xx, Iı, İi, Jj, Kk, Qq, Ll, Mm, Nn, Nʻnʻ, Oo, Oʻoʻ, Pp, Rr, Ss, Tt, Uu, Uʻuʻ, Vv, Ww, Yy, Zz, Sh sh.
W 2009 r. ponownie dokonano zmian w alfabecie. Zgodnie z ustawą Republiki Karakałpackiej z dnia 8 października 2009 r., dwuznak ts zastąpiono przez literę c. Litery e, o i oʻ na początku rodzimych wyrazów zaczęto zapisywać jako ye, wo i woʻ. Litera I ı została zastąpiona przez Iʻ iʻ. Wprowadzono również dwuznak ch. Po reformie alfabet karakałpacki wyglądał następująco: A a, B b, C c, D d, E e, F f, G g, H h, I i, J j, K k, L l, M m, N n, O o, P p, Q q, R r, S s, T t, U u, V v, W w, X x, Y y, Z z, Aʻ aʻ, Oʻ oʻ, Iʻ iʻ, Uʻ uʻ, Gʻ gʻ, Nʻ nʻ, Sh sh, Ch ch.
W 2016 r. dokonano kolejnej reformy, która zastąpiła apostrof akcentem ostrym (w przypadku Iʻ iʻ – zastąpiono na Í ı). Także wycofano zmianę z 2009 r. dotyczącą zapisu ye, wo oraz woʼ na początku wyrazów.
Obowiązujący alfabet wygląda następująco:
| А а | Á á | B b | D d   | Е е | F f   | G g |
| Ǵ ǵ | H h | X x | Í ı   | I i | J j   | K k |
| Q q | L l | М m | N n   | Ń ń | О о   | Ó ó |
| P p | R r | S s | Т t   | U u | Ú ú   | V v |
| W w | Y y | Z z | Sh sh | C c | Ch ch |     |

## Fonetyka

### Spółgłoski
Poniżej jest umieszczona tabela spółgłosek karakałpackich. W nawiasach są podane dźwięki występujące wyłącznie w wyrazach zapożyczonych.
|                    |              | Wargowe | Przedniojęzykowo-dziąsłowe | Zadziąsłowe/ palatalne | Miękkopodniebienne | Języczkowe | Krtaniowe |
| ------------------ | ------------ | ------- | -------------------------- | ---------------------- | ------------------ | ---------- | --------- |
| Nosowe             | Nosowe       | m ⟨m/м⟩ | n ⟨n/н⟩                    |                        | ŋ ⟨ń/ң⟩            |            |           |
| Zwarte             | bezdźwięczne | p ⟨p/п⟩ | t ⟨t/т⟩                    |                        | k ⟨k/к⟩            | q ⟨q/қ⟩    |           |
| Zwarte             | dźwięczne    | b ⟨b/б⟩ | d ⟨d/д⟩                    |                        | ɡ ⟨g/г⟩            |            |           |
| Zwarto-szczelinowe | bezdźwięczne |         | (t͡s ⟨c/ц⟩)                 | (t͡ʃ ⟨ch/ч⟩)            |                    |            |           |
| Zwarto-szczelinowe | dźwięczne    |         |                            | d͡ʒ ⟨j/ж⟩               |                    |            |           |
| Szczelinowe        | bezdźwięczne |         | s ⟨s/с⟩                    | ʃ ⟨sh/ш⟩               | x ⟨x/х⟩            |            | (h ⟨h/ҳ⟩) |
| Szczelinowe        | dźwięczne    |         | z ⟨z/з⟩                    |                        | ɣ ⟨ǵ/ғ⟩            |            |           |
| Aproksymanty       | Aproksymanty |         | l (ɫ) ⟨l/л⟩                | j ⟨y/й⟩                | w ⟨w/ў⟩            |            |           |
| Drżące             | Drżące       |         | r ⟨r/р⟩                    |                        |                    |            |           |

Wymowa [d͡ʒ] i [t͡ʃ] poniekąd przypomina [ʒ] i [ʃ].
Oprócz tego występują dźwięki [β] oraz [ɸ] jako alofony [b] i [p], choć w języku literackim są często zapisywane jako v i f. Co więcej, wyrazy takie, jak vagon, vokzal, fonar i ferma mogą być odczytywane tak, jak gdyby były zapisane jako bagon, bagzal, panar i perme.

### Samogłoski
Poniżej jest umieszczona tabela karakałpackich samogłosek.
|                | Przednie    | Przednie       | Tylne       | Tylne   |
| niezaokrąglone | zaokrąglone | niezaokrąglone | zaokrąglone |         |
| -------------- | ----------- | -------------- | ----------- | ------- |
| przymknięte    | i ⟨i/и⟩     | y ⟨ú/ү⟩        | ɯ ⟨ı/ы⟩     | u ⟨u/у⟩ |
| środkowe       | e ⟨e/е⟩     | œ ⟨ó/ө⟩        |             | o ⟨o/о⟩ |
| otwarte        | æ ⟨á/ә⟩     |                | a ⟨a/а⟩     |         |

W języku karakałpackim funkcjonuje także harmonia samogłosek.